# مر (خمر)

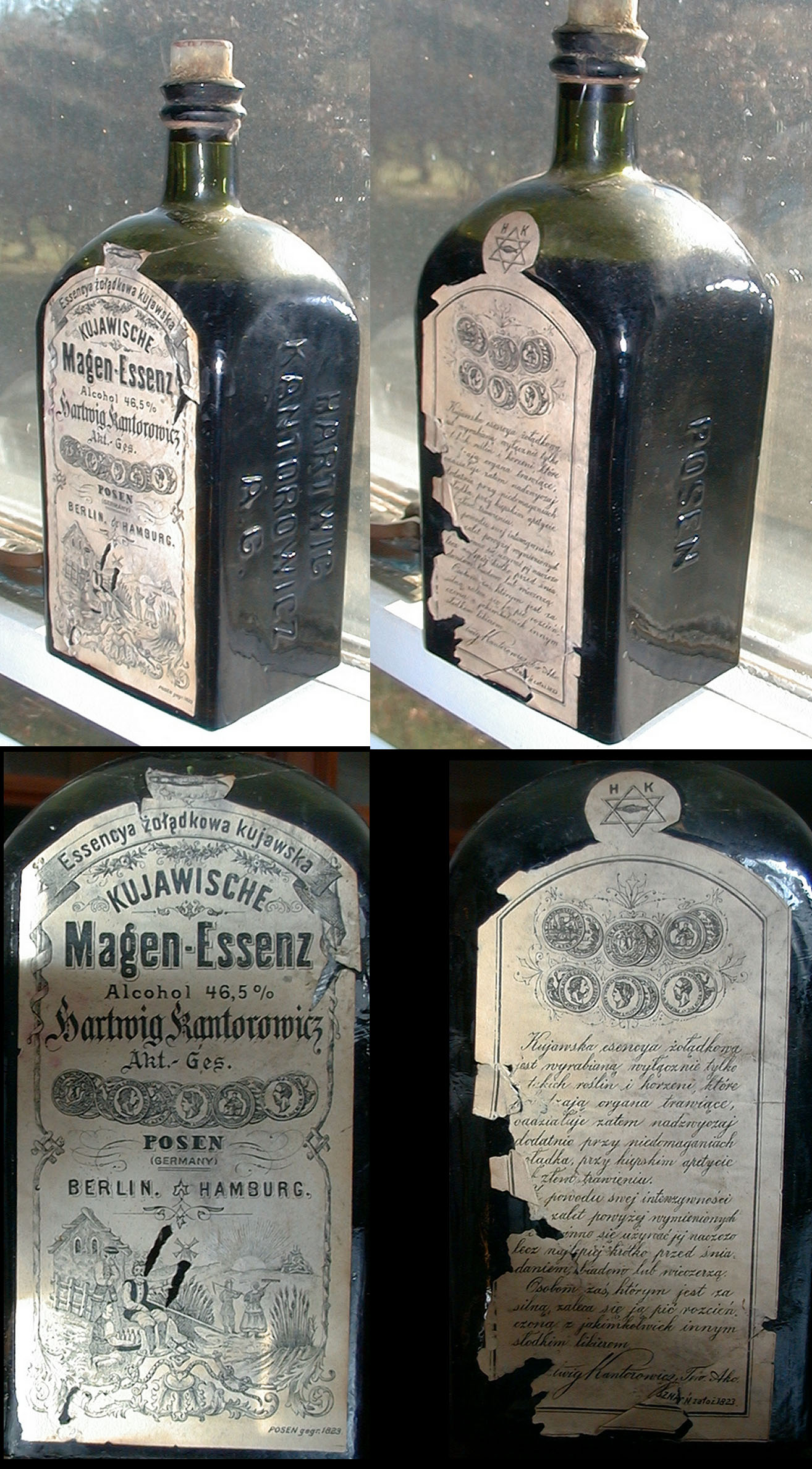
شراب المُر

المر (بالإنجليزية: Bitter)‏ وهو أحد أنواع المشروبات الكحولية أو الروحية وهو مشروب حلو مر المذاق.